# Поправен стоидвадесетоклетъчник
Поправеният стоидвадесетоклетъчник е еднообразен изпъкнал многоклетъчник. Общият брой е 720. Той има 600 тетраедъра и 120 икосидодекаедъра. Той има 1200 върха, 3600 ръба и 3120 стени (2400 триъгълника и 720 петоъгълника). Връхната фигура е триъгълна призма.

## Алтернативни имена
- Поправен стоидвадесетоклетъчник (Норман У. Джонсън)
- Поправен хекатоникосахорон (Акроним Rahi) (Джордж Олшевски и Джонтън Бауърс)
- Поправен полидодекаедър
- Икосидодекаедричен хексакосихекатоникосахорон
- Амбохекатоникосахорон (Джон Хортън Конуей)